# 越後早川駅
越後早川駅（えちごはやかわえき）は、新潟県村上市早川字上鏡にある、東日本旅客鉄道（JR東日本）羽越本線の駅である。

## 歴史
- 1924年（大正13年）7月31日：村上 - 鼠ケ関間開通の際に開設[1]。
- 1964年（昭和39年）1月16日：貨物の取り扱いおよび手荷物・小荷物の配達取り扱いを廃止[1]。
- 1972年（昭和47年）9月1日：荷物の取り扱いを廃止[2]。無人駅となる[3]。
- 1987年（昭和62年）4月1日：国鉄分割民営化に伴い、JR東日本の駅となる[1]。
- 2012年（平成24年）5月1日：名誉駅長を配置[4]。

## 駅構造
単式ホーム2面2線を有する地上駅である。互いのホームは跨線橋で連絡している。以前は島式ホーム内側が2番線だったが、現在は線路が撤去されている。
村上駅管理の無人駅となっているが、2012年（平成24年）5月より駅および駅周辺の美化活動を行うボランティアとしてJR東日本OBに名誉駅長を委嘱している。駅舎は待合所の機能のみ有する。

### のりば
| 番線 | 路線      | 方向 | 行先           |
| ---- | --------- | ---- | -------------- |
| 1    | ■羽越本線 | 下り | 鶴岡・酒田方面 |
| 2    | ■羽越本線 | 上り | 村上・新津方面 |

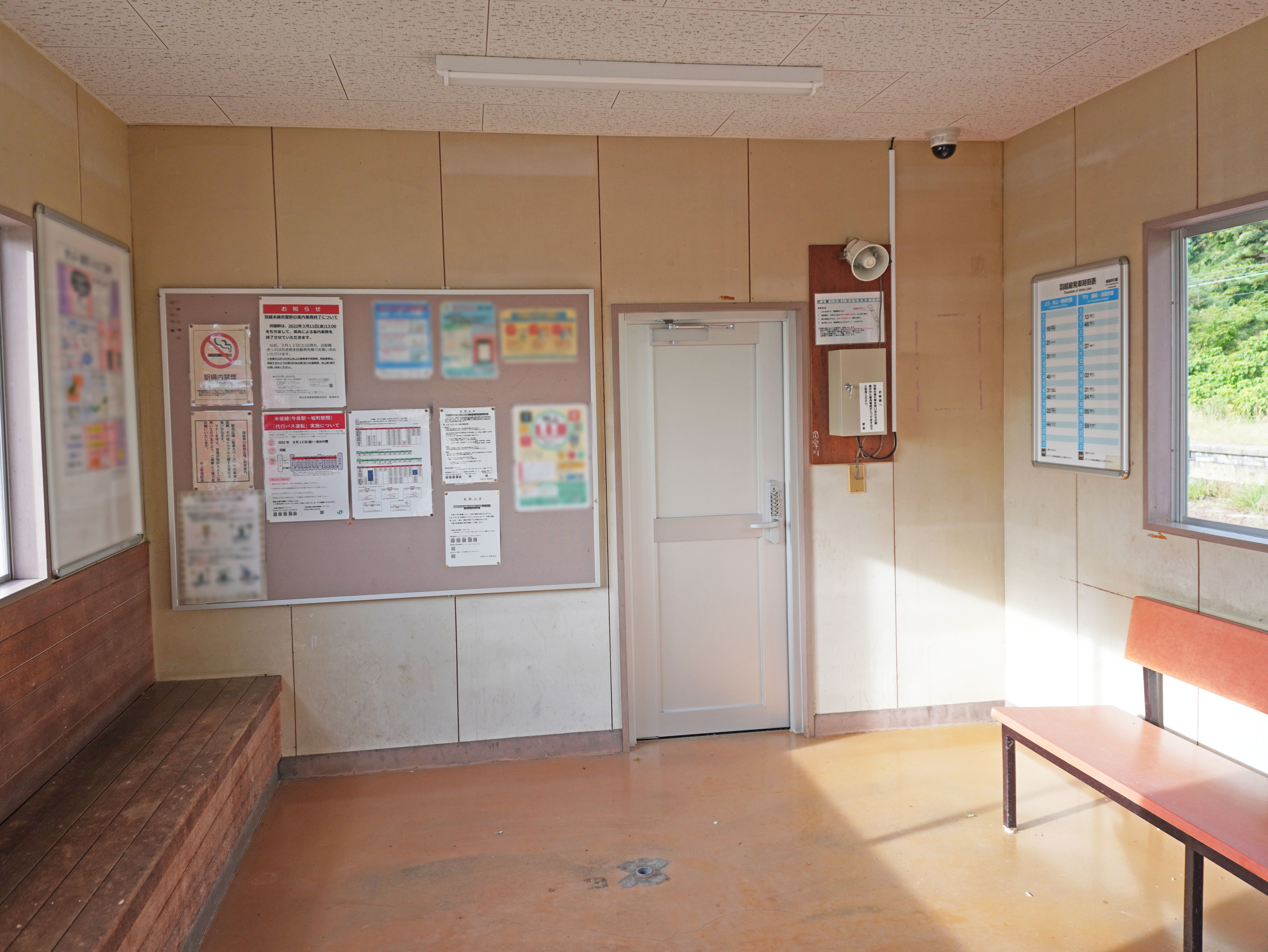
待合室（2022年9月）
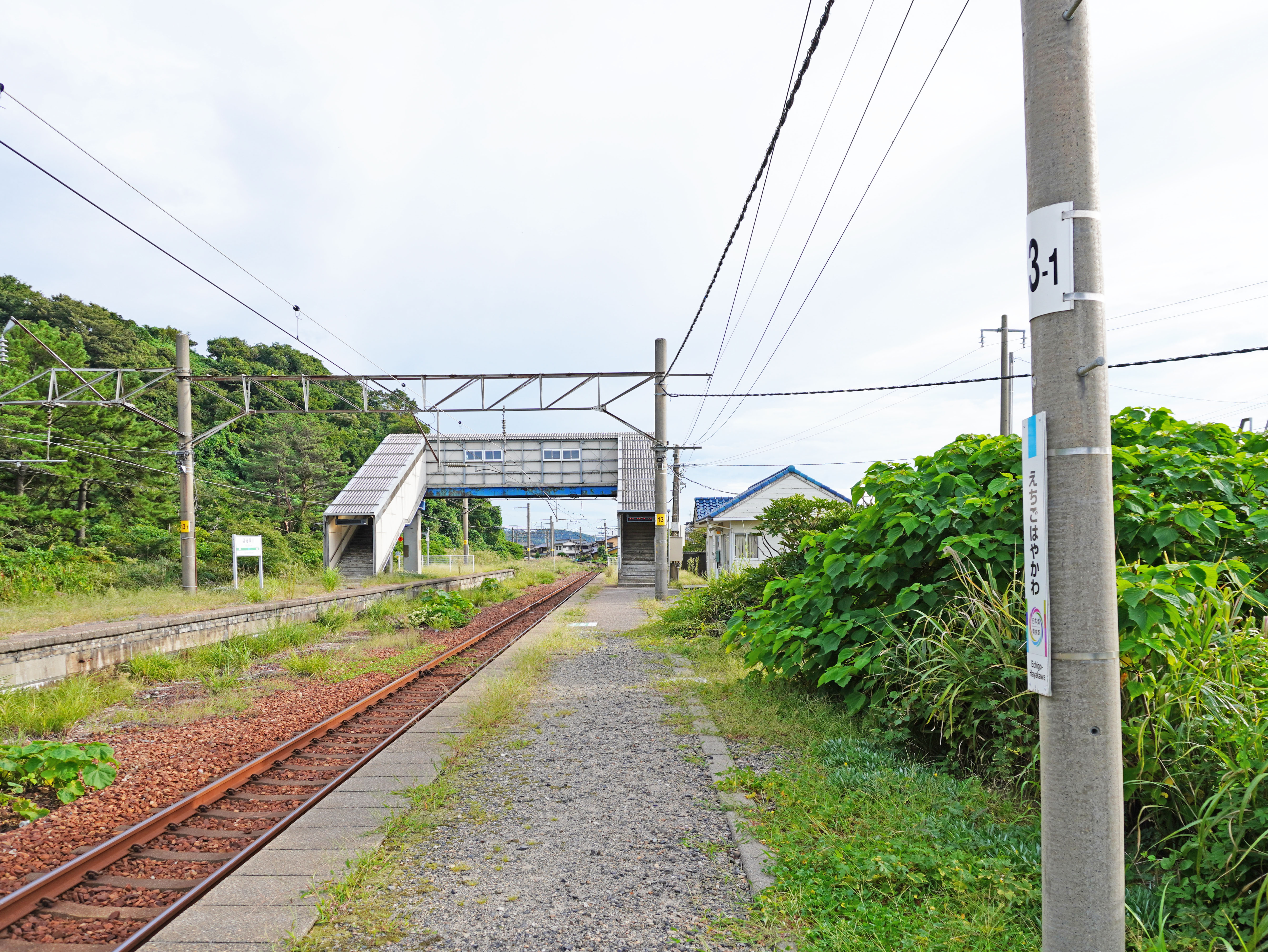
1番線ホーム（2022年9月）
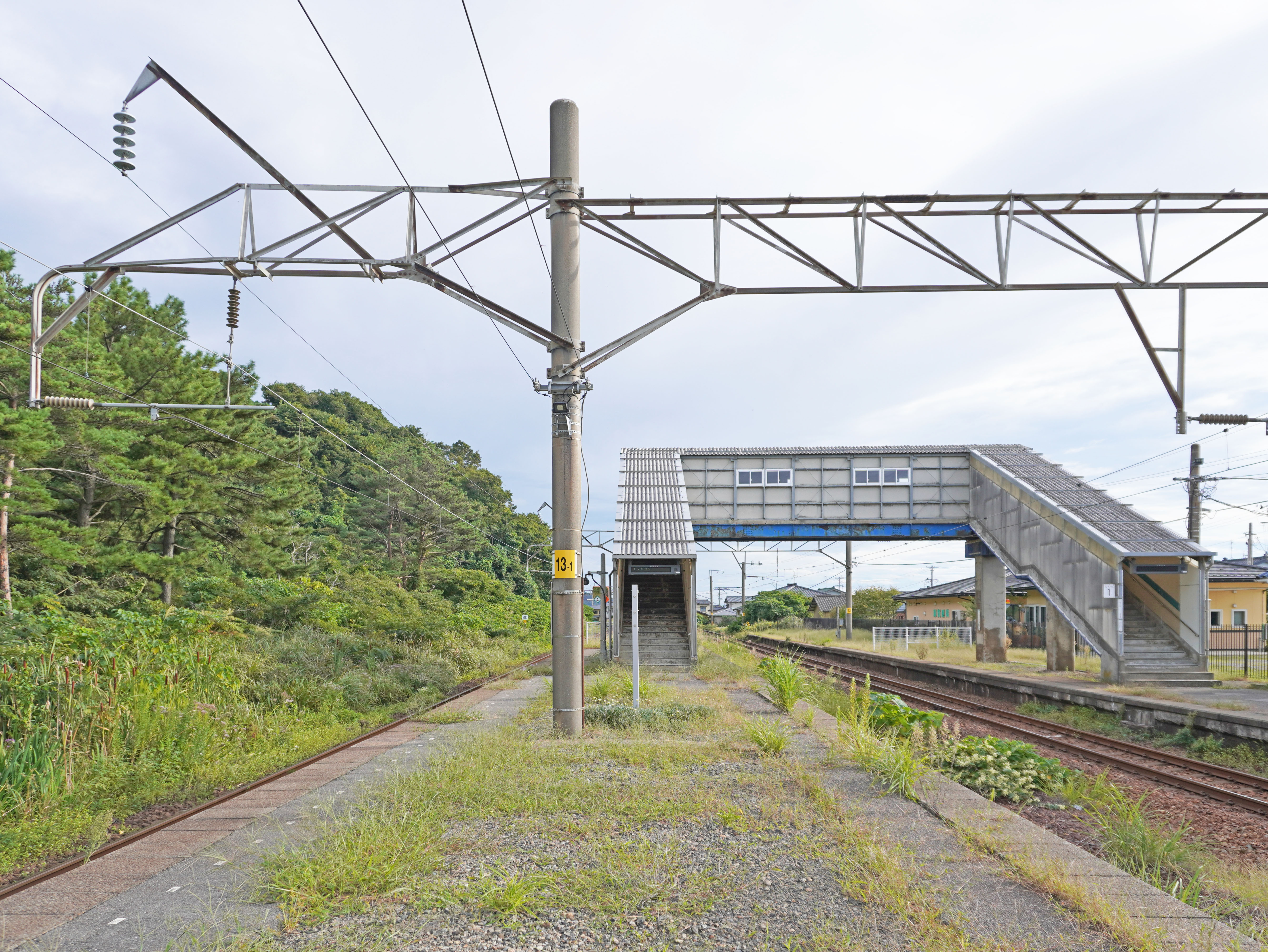
2番線ホーム（2022年9月）

## 駅周辺

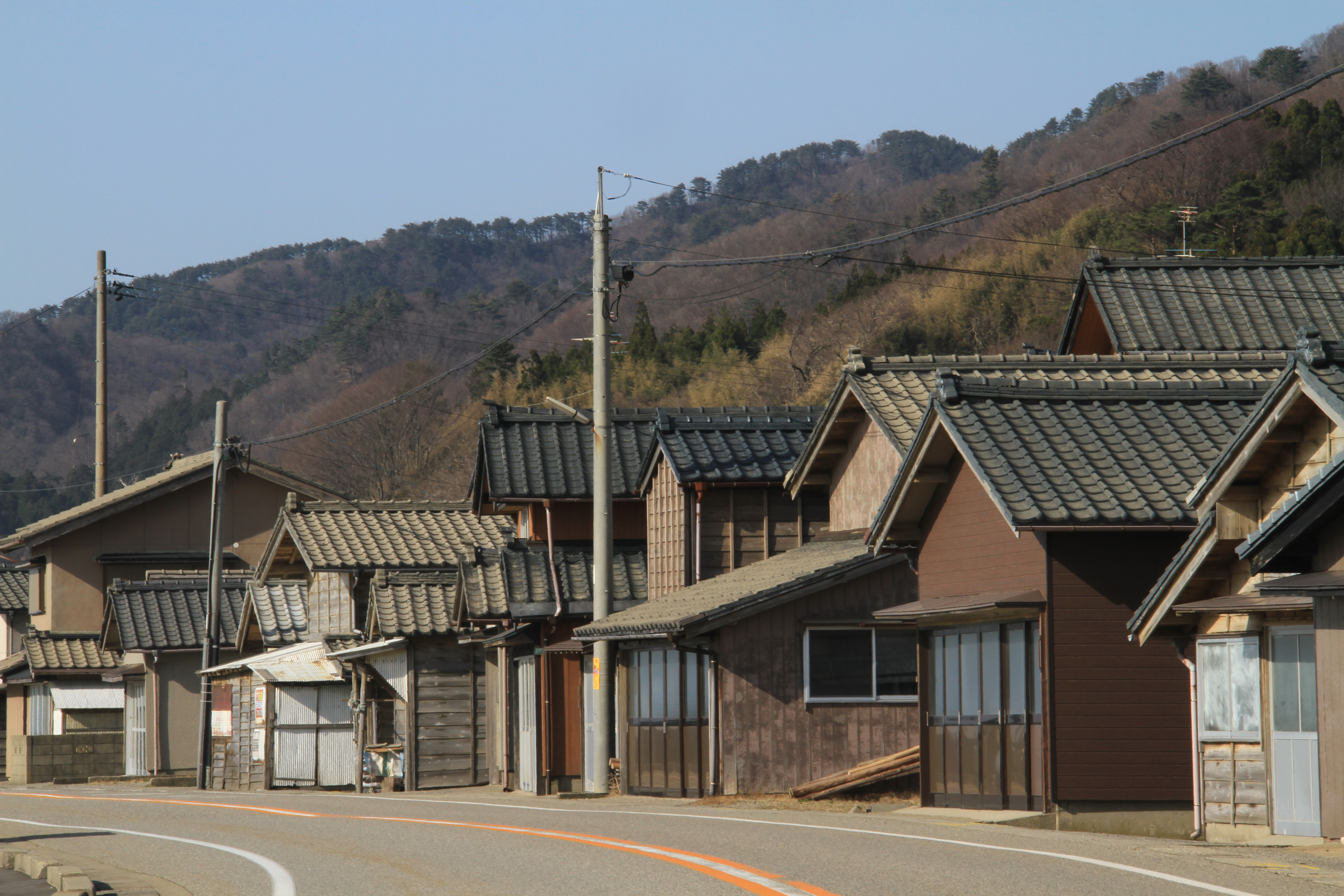
駅北側の海沿いを走る国道345号と早川集落

西側は道路を挟んですぐ海岸に面している。
- 国道345号
- 村上警察署早川駐在所

## 隣の駅
東日本旅客鉄道（JR東日本）
■羽越本線
間島駅 - 越後早川駅 - 桑川駅